# Jeziorany (gromada)
Jeziorany – dawna gromada, czyli najmniejsza jednostka podziału terytorialnego Polskiej Rzeczypospolitej Ludowej w latach 1954–1972.
Gromady, z gromadzkimi radami narodowymi (GRN) jako organami władzy najniższego stopnia na wsi, funkcjonowały od reformy reorganizującej administrację wiejską przeprowadzonej jesienią 1954 do momentu ich zniesienia z dniem 1 stycznia 1973, tym samym wypierając organizację gminną w latach 1954–1972.
Gromadę Jeziorany z siedzibą GRN w mieście Jezioranach (nie wchodzącym w jej skład) utworzono – jako jedną z 8759 gromad na obszarze Polski – w powiecie reszelskim w woj. olsztyńskim na mocy uchwały nr 25 WRN w Olsztynie z dnia 4 października 1954. W skład jednostki weszły obszary dotychczasowych gromad Kostrzewy, Krokowo i Lekity ze zniesionej gminy Radostowo, a także obszar dotychczasowej gromady Tłokowo oraz miejscowości Ustnik i Wójtkówko z dotychczasowej gromady Modliny ze zniesionej gminy Franknowo, w tymże powiecie. Dla gromady ustalono 14 członków gromadzkiej rady narodowej.
1 stycznia 1958 do gromady Jeziorany włączono wsie Piszewo, Żardeniki, Olszewnik i Miejska Wieś ze zniesionej gromady Żardeniki w tymże powiecie.
1 stycznia 1959 powiat reszelski przemianowano na powiat biskupiecki.
31 grudnia 1967 z gromady Jeziorany wyłączono część obszaru wsi Zerbuń (19,02 ha), włączając ją do gromady Czerwonka w tymże powiecie; do gromady Jeziorany włączono natomiast część obszaru PGR Ustnik (25,76 ha) oraz część obszaru PGR Kalis (47,83 ha) z gromady Radostowo w tymże powiecie.
30 czerwca 1968 do gromady Jeziorany włączono obszar zniesionej gromady Radostowo w tymże powiecie.
1 stycznia 1972 do gromady Jeziorany włączono tereny o powierzchni 1.047 ha z miasta Jeziorany w tymże powiecie; z gromady Jeziorany wyłączono natomiast części obszarów wsi Olszewnik (1,32 ha) i Tłokowo (22,75 ha), włączając je do Jezioran.
Gromada przetrwała do końca 1972 roku, czyli do kolejnej reformy gminnej. 1 stycznia 1973 w powiecie biskupieckim utworzono gminę Jeziorany (od 1999 gmina Jeziorany znajduje się w powiecie olsztyńskim).